# Rozpacz (powieść)

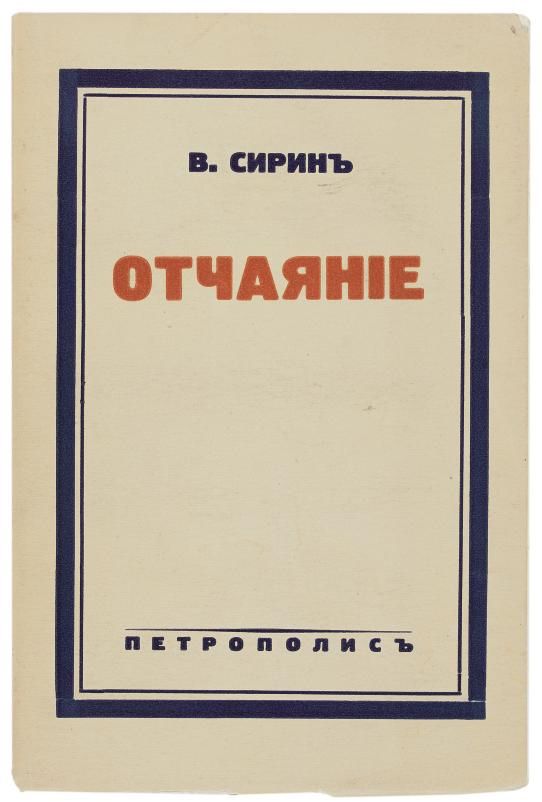
Strona tytułowa rosyjskojęzycznego wydania

Rozpacz (ros. Отчаяние) – rosyjska powieść Vladimira Nabokova, napisana w 1932 roku w Berlinie i opublikowana w formie książkowej w 1936 roku pod pseudonimem W. Sirin.
Bohater powieści jest owładnięty obsesją dokonania morderstwa idealnego – planuje zabić spotkanego przypadkiem, bliźniaczo podobnego do siebie mężczyznę, a następnie ukraść jego ubranie i dokumenty. W ten sposób ofiara stałaby się własnym zabójcą, a morderstwo, poprzez swoją symetrię, upodobniłoby się do dzieła sztuki.

## Powstanie i publikacja powieści
- 31 lipca 1932 – Nabokov rozpoczął pracę nad powieścią, planując nadać jej tytuł Zapiski mistyfikatora (co miało być aluzją do Zapisków z podziemia Fiodora Dostojewskiego. Cytat z Dostojewskiego miał być także mottem powieści).
- 10 września 1932 – ukończony został pierwszy szkic utworu.
- jesień 1932 – czasopismo emigracyjne „Poslednije nowosti” wydrukowało fragmenty Rozpaczy.
- listopad 1932 – Nabokov poprawił utwór i odczytał jego fragmenty na spotkaniu autorskim w Paryżu.
- 1934 – paryskie czasopismo emigracyjne „Sowriemiennyje zapiski” wydrukowało powieść w odcinkach (numery 54 – 56).
- maj 1934 – Nabokov otrzymał ofertę wydania powieści w języku angielskim i rozpoczął pracę nad przekładem.
- 1935 – pisarz skończył angielski przekład utworu.
- 1936 – Rozpacz ukazała się po rosyjsku w formie książkowej w berlińskim wydawnictwie emigracyjnym Petropolis.
- kwiecień 1937 – angielski przekład powieści ukazał się w Wielkiej Brytanii nakładem wydawnictwa John Lang. Na okładce widniało nazwisko Vladimir Nabokoff-Sirin. Angielski tytuł powieści brzmi Despair.
- 1966 – ukazało się drugie wydanie Rozpaczy w Wielkiej Brytanii (wydawnictwo Weidenfeld and Nicolson) oraz pierwsze wydanie amerykańskie (wydawnictwo G.P. Putnam’s Sons). Na użytek obu tych wydań Nabokov poprawił swój przekład amerykański, wprowadzając do powieści kilka nowych fragmentów, w tym ostatni akapit powieści[1].

Polski przekład powieści oparty jest na wydaniu rosyjskim i drugiej wersji przekładu angielskiego. Autorem tłumaczenia jest Leszek Engelking.

## Treść
Bohaterem powieści jest fabrykant czekoladek, Hermann Karłowicz, żonaty z Lidią, kobietą według niego dość głupią i roztargnioną, romansującą ze swoim kuzynem, Ardalionem.
Podczas podróży w interesach do Pragi główny bohater spotyka bezdomnego włóczęgę, którego uznaje za niezwykle podobnego z wyglądu do siebie. Mimo że Feliks Wohlfart, domniemany sobowtór, nie dostrzega żadnego podobieństwa, Hermann uważa je za niezwykle silne. Po jakimś czasie Hermann proponuje Feliksowi możliwość dużego zarobku – Feliks musiałby tylko udawać, że jest nim. Włóczęga wyraża zgodę, ale kiedy jest już przebrany za Hermanna ten zabija go, mając zamiar zdobyć swoje ubezpieczenie na życie. Kwestia zdobycia pieniędzy jest dla Hermanna mniej istotna niż efekt artystyczny, jaki miałby powstać w wyniku zabicia własnego sobowtóra. Z czasem okazuje się jednak, że nie istnieje żadne podobieństwo pomiędzy Feliksem a Hermannem, w związku z czym upada zarówno plan podjęcia pieniędzy z ubezpieczenia, jak i doskonałe alibi (opierające się na przekonaniu wszystkich, że to Hermann został zamordowany). Hermann zostaje ujęty w małym hotelu we Francji, gdzie przebywa podając się za Feliksa. Jednym z obciążających go dowodów jest pozostawiona na miejscu zbrodni laska włóczęgi.
Powieść okazuje się być pamiętnikiem obłąkanego Hermanna, który zapisuje ostatnie akapity tuż przedtem zanim zostanie schwytany.

## Aluzje do innych utworów
Powieść zawiera liczne nawiązania do innych utworów literackich. Te utwory to m.in.:
- Thomas de Quincey O zbrodni jako sztuce pięknej – idea morderstwa jako obiektu działalności artystycznej, a także błąd mordercy opisywanego przez de Quinceya (pozostawienie przedmiotu z wyrytym napisem) zbliżają do siebie oba utwory.
- Aleksander Puszkin Dama pikowa – bohater Puszkina również ma na imię Hermann, podobne są również imiona głównych postaci kobiecych w obu utworach – Liza i Lidia. Hermann Puszkina jest całkowicie pozbawiony skrupułów moralnych, pod koniec opowiadania dostaje pomieszania zmysłów. W książce znajdują się także nawiązania do dwóch wierszy Puszkina – w rozdziale czwartym Hermann nuci fragmenty wiersza Już czas, najmilsza, czas! O spokój serce prosi..., a zastanawiając się nad nadaniem swojej powieści tytułu Poeta i motłoch czyni aluzję do wiersza Poeta i czerń.
- Nikołaj Gogol Pamiętnik szaleńca – Hermann rozważa dla swojego dzieła tytuł „Pamiętnik...czyj?”[2]

## Adaptacja filmowa
W 1978 na podstawie powieści powstał film Desperacja. Film reżyserował Rainer Werner Fassbinder, rolę Hermanna zagrał Dirk Bogarde.